# Ucrania en el Festival de la Canción de Eurovisión 2021
Ucrania participó en el LXV Festival de la Canción de Eurovisión, celebrado en Róterdam, Países Bajos del 18 al 22 de mayo del 2021, tras la victoria de Duncan Laurence con la canción «Arcade». La Compañía Nacional de Radiodifusión Pública de Ucrania decidió mantener a los representantes de Ucrania de la cancelada edición de 2020, el grupo Go_A para participar en la edición de 2021, siendo presentada en el mes de marzo la canción electro-folk «SHUM» con la cual competirían. 
A pesar de no figurar inicialmente dentro de los favoritos, Ucrania se convirtió en una de las sorpresas después de los primeros ensayos, logrando subir hasta el Top 10 en las casas de apuestas. Tras clasificarse en segundo lugar de la semifinal 1 con 267 puntos, Ucrania finalizó en 5.ª posición con una sumatoria de 364 puntos: 97 del jurado profesional, que la posicionó novena y 267 del televoto, en el que finalizó en segunda posición. De esta forma, Ucrania se posicionó por séptima ocasión dentro del Top 5 del festival en 16 participaciones.

## Historia de Ucrania en el Festival
Ucrania es uno de los países de Europa del Este que se fueron uniendo al festival desde 1993 después de la disolución de la Unión Soviética. Ucrania comenzó a concursar en 2003, con el cantante Olexandr Ponomariov y la canción «Hasta la vista» finalizando en la 14.ª posición. Desde entonces el país ha concursado en 15 ocasiones, siendo uno de los países más exitosos del festival habiéndose posicionado en nueve ocasiones dentro del Top 10, incluyendo cinco podios. Ucrania ha logrado vencer en dos ocasiones el festival: la primera, en su segunda participación en 2004, con la cantante Ruslana y el tema pop-folk «Wild Dances». La segunda vez sucedió en 2016 gracias a la canción sobre la deportación tártara durante la Segunda Guerra Mundial «1944» de Jamala.
Los representantes para la edición cancelada de 2020 fueron los ganadores de la final nacional de ese año, Go_A con la canción electro-folk «Solovey». En 2019, Ucrania se retiró del concurso después de tener una controversia con su representante de ese año, MARUV por problemas de contrato relacionados con el conflicto ruso-ucraniano. La última participación ucraniana en el concurso fue en 2018, donde Mélovin con «Under the ladder» finalizaron en 17° puesto con 130 puntos, 11 del jurado profesional (26° y último lugar) y 119 del televoto (7° lugar).

## Representante para Eurovisión

### Elección Interna
Tras la cancelación de la edición de 2020 del Festival de Eurovisión por la Pandemia de COVID-19, Ucrania confirmó el 18 de marzo de 2020 a los representantes del país de ese año, el grupo Go_A, para la siguiente edición de 2021. El grupo propuso 3 canciones para el festival, todas compuestas por Kateryna Pavlenko, Taras Shevchenko e Igor Didenchuk: «Rano», «Shum» y «Tserkovka», siendo seleccionada la segunda por un panel de expertos compuesto por: Jamala, Yevhen Filatov–The Maneken, Ruslan Kvinta y dos miembros dirigentes de la UA:PBC, Dmytro Khorkin and Yaroslav Lodygin.
Si bien la canción fue publicada en el mes de enero, el 9 de marzo se publicó la versión oficial para el concurso; siendo una versión recortada a 3 minutos, duración que estipula el reglamento del festival, y con cambios en la letra y el tempo de la canción. Según afirmó la vocalista del grupo, la nueva versión tiene más "energía positiva".

## En Eurovisión
De acuerdo a las reglas del festival, todos los concursantes inician desde las semifinales, a excepción del anfitrión (en este caso, Países Bajos) y el Big Five compuesto por Alemania, España, Francia, Italia y Reino Unido. La producción del festival decidió respetar el sorteo ya realizado para la edición cancelada de 2020 por lo que se determinó que el país, tendría que participar en la primera semifinal. En este mismo sorteo, se determinó que participaría en la segunda mitad de la semifinal (posiciones 8-16). Semanas después, ya conocidos los artistas y sus respectivas canciones participantes, la producción del programa dio a conocer el orden de actuación, determinando que Ucrania participara en la decimoquinta posición, precedida por Azerbaiyán y seguido de Malta.
Los comentarios para Ucrania corrieron por parte de Timur Miroshnychenko para televisión mientras que la transmisión por radio fue por parte de Olena Zelinchenko. La portavoz de la votación del jurado profesional ucraniano fue la cantante Tayanna.

### Semifinal 1
Ucrania tomó parte de los primeros ensayos los días 9 y 12 de mayo, así como de los ensayos generales con vestuario de la primera semifinal los días 17 y 18 de mayo. El ensayo general de la tarde del 17 fue tomado en cuenta por los jurados profesionales para emitir sus votos, que representan el 50% de los puntos. Ucrania se presentó en la posición 15, detrás de Malta y por delante de Azerbaiyán. La actuación ucraniana mostró a los integrantes del grupo sobre una pequeña plataforma blanca con iluminación y algunos árboles artificiales que simulaban un bosque. La vocalista Kateryna Pavlenko vistió un vestido negro con hombreras de hebras de peluche color verde, mientras el resto del grupo que los acompañaban vestían chaquetas y camisetas de color blanco platinado con detalles negros y pantalones de color negro. Durante la actuación, el grupo se hizo acompañar de un par de bailarines que jugaban y bailaban con un aro de luz durante toda la canción, mientras en el fondo se proyectaban diversos tipos de imágenes en un juego de tonos naranjas y azules, todo en una estética futurista.
Al final del show, Ucrania fue anunciada como uno de los 10 países finalistas, que junto a la eliminación de Australia, lo convirtieron en el único país que ha clasificado en todas las semifinales que ha concursado. Los resultados revelados una vez terminado el festival, posicionaron a Ucrania en segundo lugar con 267 puntos, habiendo ganado la votación del público con 164 puntos, y obteniendo el tercer lugar del jurado con 103 puntos.

### Final
Durante la rueda de prensa de los ganadores de la primera semifinal, se realizó el sorteo en el que se decidió en que mitad participaría cada finalista. Ucrania fue sorteada para participar en la segunda mitad de la final (posiciones 14-26). El orden de actuación revelado durante la madrugada del viernes 21 de mayo, en el que se decidió que Ucrania debía actuar en la posición 19 por delante de Lituania y detrás de Francia.
Durante la votación final, Ucrania se colocó en 9.ª posición del jurado profesional con 97 puntos, incluyendo la máxima puntuación del jurado lituano. Posteriormente, se reveló su votación del público: un segundo lugar con 267 puntos, que le dieron la sumatoria final de 364 puntos, finalizando en 5° lugar. 

### Votación

#### Puntuación otorgada a Ucrania

##### Semifinal 1
| Jurado                                                      | Jurado                                          | Jurado                  | Jurado                          | Jurado                   |
| 12 puntos                                                   | 10 puntos                                       | 8 puntos                | 7 puntos                        | 6 puntos                 |
| ----------------------------------------------------------- | ----------------------------------------------- | ----------------------- | ------------------------------- | ------------------------ |
| - Lituania                                                  | - Bélgica - Rumania                             | - Alemania - Azerbaiyán | - Malta - Noruega               | - Irlanda - Países Bajos |
| 5 puntos                                                    | 4 puntos                                        | 3 puntos                | 2 puntos                        | 1 punto                  |
| - Croacia - Macedonia del Norte - Rusia - Suecia            | - Australia - Israel                            |                         |                                 | - Eslovenia              |
| Televoto                                                    |                                                 |                         |                                 |                          |
| 12 puntos                                                   | 10 puntos                                       | 8 puntos                | 7 puntos                        | 6 puntos                 |
| - Australia - Croacia - Italia - Lituania - Rumania - Rusia | - Alemania - Bélgica - Eslovenia - Países Bajos | - Irlanda - Israel      | - Azerbaiyán - Noruega - Suecia | - Chipre                 |
| 5 puntos                                                    | 4 puntos                                        | 3 puntos                | 2 puntos                        | 1 punto                  |
| - Macedonia del Norte                                       | - Malta                                         |                         |                                 |                          |

##### Final
| Jurado                                                   | Jurado                                                                    | Jurado                                               | Jurado                                  | Jurado                                           |
| 12 puntos                                                | 10 puntos                                                                 | 8 puntos                                             | 7 puntos                                | 6 puntos                                         |
| -------------------------------------------------------- | ------------------------------------------------------------------------- | ---------------------------------------------------- | --------------------------------------- | ------------------------------------------------ |
| - Lituania                                               | - Bélgica                                                                 | - Suecia                                             | - Georgia - Letonia                     | - Azerbaiyán - Irlanda                           |
| 5 puntos                                                 | 4 puntos                                                                  | 3 puntos                                             | 2 puntos                                | 1 punto                                          |
| - Alemania - Australia - Malta - Rumania                 | - Estonia - Israel                                                        | - Islandia - Noruega - Países Bajos                  | - Portugal                              | - Grecia - Italia                                |
| Televoto                                                 |                                                                           |                                                      |                                         |                                                  |
| 12 puntos                                                | 10 puntos                                                                 | 8 puntos                                             | 7 puntos                                | 6 puntos                                         |
| - Francia - Israel - Italia - Lituania - Polonia         | - Australia - Bélgica - República Checa - Finlandia - Moldavia - Portugal | - Azerbaiyán - Croacia - Irlanda - Islandia - Serbia | - Austria - Eslovenia - Rumania - Rusia | - Bulgaria - Chipre - España - Georgia - Letonia |
| 5 puntos                                                 | 4 puntos                                                                  | 3 puntos                                             | 2 puntos                                | 1 punto                                          |
| - Estonia - Grecia - Noruega - Países Bajos - San Marino | - Albania - Alemania - Macedonia del Norte - Reino Unido - Suecia         |                                                      | - Suiza                                 | - Dinamarca - Malta                              |

#### Puntuación otorgada por Ucrania
| Puntos    | Jurado    | Televoto   |
| --------- | --------- | ---------- |
| 12 puntos | Australia | Lituania   |
| 10 puntos | Bélgica   | Azerbaiyán |
| 8 puntos  | Croacia   | Malta      |
| 7 puntos  | Rumania   | Israel     |
| 6 puntos  | Israel    | Rusia      |
| 5 puntos  | Malta     | Bélgica    |
| 4 puntos  | Eslovenia | Chipre     |
| 3 puntos  | Suecia    | Suecia     |
| 2 puntos  | Chipre    | Noruega    |
| 1 punto   | Lituania  | Australia  |

| Puntos    | Jurado     | Televoto   |
| --------- | ---------- | ---------- |
| 12 puntos | Italia     | Italia     |
| 10 puntos | Francia    | Lituania   |
| 8 puntos  | Suiza      | Finlandia  |
| 7 puntos  | Israel     | Suiza      |
| 6 puntos  | Bélgica    | Islandia   |
| 5 puntos  | Malta      | Francia    |
| 4 puntos  | Islandia   | Rusia      |
| 3 puntos  | Azerbaiyán | Azerbaiyán |
| 2 puntos  | Portugal   | Suecia     |
| 1 punto   | Noruega    | Bélgica    |

##### Desglose
El jurado ucraniano estuvo compuesto por:
- Ihor Kondratiuk
- Alla Moskovka (Alloise)
- Oleksandr Ponomaryov
- Alyona Savranenko (alyona alyona)
- Kateryna Sereda (Illaria)

| Semifinal 1 | Semifinal 1         | Semifinal 1                | Semifinal 1                | Semifinal 1                | Semifinal 1                | Semifinal 1                | Semifinal 1                | Semifinal 1                | Semifinal 1                | Semifinal 1                |
| N.º         | País                | Jurado                     | Jurado                     | Jurado                     | Jurado                     | Jurado                     | Jurado                     | Jurado                     | Televoto                   | Televoto                   |
| N.º         | País                | Jurado A                   | Jurado B                   | Jurado C                   | Jurado D                   | Jurado E                   | Ranking                    | Puntos                     | Ranking                    | Puntos                     |
| ----------- | ------------------- | -------------------------- | -------------------------- | -------------------------- | -------------------------- | -------------------------- | -------------------------- | -------------------------- | -------------------------- | -------------------------- |
| 01          | Lituania            | 13                         | 12                         | 4                          | 13                         | 7                          | 10                         | 1                          | 1                          | 12                         |
| 02          | Eslovenia           | 9                          | 7                          | 5                          | 3                          | 10                         | 7                          | 4                          | 15                         |                            |
| 03          | Rusia               | 15                         | 15                         | 15                         | 11                         | 15                         | 15                         |                            | 5                          | 6                          |
| 04          | Suecia              | 7                          | 6                          | 7                          | 6                          | 14                         | 8                          | 3                          | 8                          | 3                          |
| 05          | Australia           | 4                          | 3                          | 1                          | 1                          | 2                          | 1                          | 12                         | 10                         | 1                          |
| 06          | Macedonia del Norte | 12                         | 11                         | 12                         | 5                          | 13                         | 12                         |                            | 14                         |                            |
| 07          | Irlanda             | 14                         | 14                         | 13                         | 15                         | 11                         | 14                         |                            | 13                         |                            |
| 08          | Chipre              | 6                          | 8                          | 11                         | 14                         | 6                          | 9                          | 2                          | 7                          | 4                          |
| 09          | Noruega             | 10                         | 13                         | 14                         | 12                         | 9                          | 13                         |                            | 9                          | 2                          |
| 10          | Croacia             | 2                          | 1                          | 8                          | 9                          | 3                          | 3                          | 8                          | 12                         |                            |
| 11          | Bélgica             | 5                          | 5                          | 3                          | 2                          | 4                          | 2                          | 10                         | 6                          | 5                          |
| 12          | Israel              | 8                          | 2                          | 2                          | 10                         | 5                          | 5                          | 6                          | 4                          | 7                          |
| 13          | Rumania             | 1                          | 10                         | 6                          | 8                          | 1                          | 4                          | 7                          | 11                         |                            |
| 14          | Azerbaiyán          | 11                         | 9                          | 9                          | 7                          | 8                          | 11                         |                            | 2                          | 10                         |
| 15          | Ucrania             | -------------------------- | -------------------------- | -------------------------- | -------------------------- | -------------------------- | -------------------------- | -------------------------- | -------------------------- | -------------------------- |
| 16          | Malta               | 3                          | 4                          | 10                         | 4                          | 12                         | 6                          | 5                          | 3                          | 8                          |

| Final | Final        | Final                      | Final                      | Final                      | Final                      | Final                      | Final                      | Final                      | Final                      | Final                      |
| N.º   | País         | Jurado                     | Jurado                     | Jurado                     | Jurado                     | Jurado                     | Jurado                     | Jurado                     | Televoto                   | Televoto                   |
| N.º   | País         | Jurado A                   | Jurado B                   | Jurado C                   | Jurado D                   | Jurado E                   | Ranking                    | Puntos                     | Ranking                    | Puntos                     |
| ----- | ------------ | -------------------------- | -------------------------- | -------------------------- | -------------------------- | -------------------------- | -------------------------- | -------------------------- | -------------------------- | -------------------------- |
| 01    | Chipre       | 8                          | 12                         | 13                         | 18                         | 24                         | 16                         |                            | 15                         |                            |
| 02    | Albania      | 23                         | 22                         | 15                         | 24                         | 22                         | 24                         |                            | 21                         |                            |
| 03    | Israel       | 4                          | 5                          | 2                          | 17                         | 4                          | 4                          | 7                          | 13                         |                            |
| 04    | Bélgica      | 3                          | 10                         | 3                          | 5                          | 20                         | 5                          | 6                          | 10                         | 1                          |
| 05    | Rusia        | 17                         | 25                         | 25                         | 15                         | 25                         | 22                         |                            | 7                          | 4                          |
| 06    | Malta        | 6                          | 3                          | 6                          | 6                          | 10                         | 6                          | 5                          | 11                         |                            |
| 07    | Portugal     | 7                          | 17                         | 7                          | 12                         | 5                          | 9                          | 2                          | 19                         |                            |
| 08    | Serbia       | 24                         | 16                         | 22                         | 16                         | 23                         | 21                         |                            | 22                         |                            |
| 09    | Reino Unido  | 22                         | 23                         | 21                         | 22                         | 9                          | 18                         |                            | 23                         |                            |
| 10    | Grecia       | 16                         | 6                          | 20                         | 13                         | 21                         | 15                         |                            | 16                         |                            |
| 11    | Suiza        | 5                          | 4                          | 1                          | 3                          | 12                         | 3                          | 8                          | 4                          | 7                          |
| 12    | Islandia     | 11                         | 8                          | 5                          | 7                          | 6                          | 7                          | 4                          | 5                          | 6                          |
| 13    | España       | 21                         | 20                         | 18                         | 4                          | 15                         | 13                         |                            | 25                         |                            |
| 14    | Moldavia     | 15                         | 13                         | 24                         | 20                         | 19                         | 19                         |                            | 18                         |                            |
| 15    | Alemania     | 18                         | 21                         | 19                         | 21                         | 13                         | 20                         |                            | 14                         |                            |
| 16    | Finlandia    | 19                         | 14                         | 9                          | 14                         | 14                         | 17                         |                            | 3                          | 8                          |
| 17    | Bulgaria     | 14                         | 9                          | 16                         | 10                         | 16                         | 14                         |                            | 17                         |                            |
| 18    | Lituania     | 13                         | 11                         | 8                          | 9                          | 7                          | 11                         |                            | 2                          | 10                         |
| 19    | Ucrania      | -------------------------- | -------------------------- | -------------------------- | -------------------------- | -------------------------- | -------------------------- | -------------------------- | -------------------------- | -------------------------- |
| 20    | Francia      | 12                         | 1                          | 10                         | 2                          | 2                          | 2                          | 10                         | 6                          | 5                          |
| 21    | Azerbaiyán   | 9                          | 15                         | 11                         | 8                          | 3                          | 8                          | 3                          | 8                          | 3                          |
| 22    | Noruega      | 2                          | 19                         | 14                         | 19                         | 11                         | 10                         | 1                          | 12                         |                            |
| 23    | Países Bajos | 20                         | 24                         | 17                         | 23                         | 18                         | 23                         |                            | 24                         |                            |
| 24    | Italia       | 1                          | 2                          | 4                          | 1                          | 1                          | 1                          | 12                         | 1                          | 12                         |
| 25    | Suecia       | 10                         | 7                          | 12                         | 11                         | 8                          | 12                         |                            | 9                          | 2                          |
| 26    | San Marino   | 25                         | 18                         | 23                         | 25                         | 17                         | 25                         |                            | 20                         |                            |